# Janus Pannonius Közgazdasági Szakkollégium
A Janus Pannonius Közgazdasági Szakkollégiumot 2007. március 13-án alapította a Pécsi Tudományegyetem Közgazdaságtudományi Karának negyven lelkes hallgatója. Elkötelezték magukat az aktív hallgatói munka mellett, amelynek alapelveit a Szakkollégiumi Chartát követő működési szabályzatukban fektettek le. A szakkollégium három alappillére a szakmaiság, a közösség és a társadalmi érzékenység.
Elsődleges célja kritikus szemléletű, autonóm gondolkodású, az átlag diplomásnál nagyobb, igényesebb tudással, szélesebb látókörrel rendelkező értelmiségiek képzése és egy olyan aktív közösség kialakítása, amelynek tagjai segítenek egymás tudását és élményeit gazdagítani.

## Szakmaiság
A szakmai munka alapját a kurzusok adják, amelyeken lehetőség van a tömegképzés oktatási közegétől eltérő, kiscsoportos foglalkozások keretében kiegészíteni az egyetemen tanultakat. A tagoknak minden szemeszterben teljesíteniük kell legalább egy szakkollégiumi szakmai kurzust, ami mellett lehetőségük van további ún. hobbi kurzusokat felvenni, amelyeken más diszciplínák felé is bővíthetik tudásukat. A szakkollégium alapítása óta minden szemeszterben legalább nyolc szakmai kurzust indított el a kar és az egyetem oktatóinak segítségével. Kiemelten fontosnak tartják tagjaik nyelvtanulásának elősegítését, amelynek érdekében nyelvkurzusokat és idegen nyelvű programokat szerveznek. A szakkollégium büszke tagjai szakmai sikereire, esettanulmány verseny győzteseire, Tudományos Diákköri helyezettjeire valamint szakmai és tanulmányi ösztöndíjasaira.

## Közösség
A szakkollégium legfőbb döntéshozó szerve a Szakkollégiumi Gyűlés, ahol az összes tag szavazati joggal rendelkezik. A napi operatív teendőket a Diákbizottság (DB) látja el, aminek működését a diákbizottsági titkár koordinálja. A szakkollégium elnöke Rideg András, a Pécsi Tudományegyetem KTK Kari Felvételi, Pályázati és Ösztöndíj Bizottság tagja; a PTE-KTK Kompetencia- és Tehetségfejlesztő Központ csoportvezető mentora. A szervezetbe kizárólag felvételivel lehet bekerülni, amelyet a szakkollégiumi gyűlés által megválasztott Felvételi Bizottság (FB) bonyolít le. A felvételi egy általános és egy szakmai részből áll, ahol meghívott oktatók segítségével egy előre felállított pontrendszer alapján döntik el, hogy kik csatlakozhatnak hozzájuk.

## Társadalmi érzékenység
A szakkollégiumi mozgalom hagyományainak megfelelően a szakkollégisták fogékonyak a társadalom problémái iránt. Társadalmi szervezeteket hívnak meg magukhoz, vitaesteket szerveznek mindennapjainkat érintő kérdésekről illetve több kurzusuk is a magyar társadalom aktuális kérdéseit tárgyalja.

## Külső hivatkozások
- Janus Pannonius Közgazdasági Szakkollégium a Facebookon